# 比堡
比堡是德国巴伐利亚州的一个市镇。总面积14.20平方公里，总人口1210人，其中男性627人，女性583人（2011年12月31日），人口密度85人/平方公里。